# 聖剣伝説コレクション
『聖剣伝説コレクション』（せいけんでんせつコレクション、英：Collection of Mana）は、スクウェア・エニックスより2017年6月1日に発売されたNintendo Switch用ゲームソフトである。

## 仕様
聖剣伝説シリーズ誕生25周年記念として発売された、第1作『聖剣伝説 〜ファイナルファンタジー外伝〜』（以降『聖剣伝説1』）『聖剣伝説2』『聖剣伝説3』の3タイトルを収録したオムニバスソフトである。
オリジナル版とは異なり、ゲームのプレイ状況に対してクイックセーブ・ロードが導入された。ただし、クイックセーブ・ロードは全てのセーブデータの進行状況も含んで上書きする仕様であるため、クイックセーブ後にセーブデータを増やす・他のセーブデータを更新するなどした後でクイックロードをすると、全てのセーブデータがクイックセーブの時点に戻ってしまうことが、公式に注意喚起されている。なお、オリジナル版に存在したゲーム進行が止まるバグは修正されたが、バグと裏技のどちらと言えるか微妙なものは修正されていない。『聖剣伝説 LEGEND OF MANA』や『聖剣伝説4』を収録して欲しいという声もあったが、これらもエミュレーションさせて動かすことは難しくなるとの判断から見送られた。
オープニング画面には『聖剣伝説1』のヒーローとヒロイン、『聖剣伝説2』のランディ・プリム・ポポイ、『聖剣伝説3』のデュラン・アンジェラ・ケヴィン・シャルロット・ホークアイ・リース、『聖剣伝説2』『聖剣伝説3』に登場する8体の精霊が描かれている。パッケージイラストには3作の主人公に加え、チョコボ・フラミー・ラビが描かれている。
タイトル選択画面ではミュージック鑑賞モードがある。

## 収録作品
- 聖剣伝説 〜ファイナルファンタジー外伝〜（ゲームボーイ版）
- 聖剣伝説2（スーパーファミコン版）
- 聖剣伝説3（スーパーファミコン版）

公式サイトでは、上記のオリジナル版の説明書を閲覧できる。